# Phalacrus kuznetzovi
Phalacrus kuznetzovi is een keversoort uit de familie glanzende bloemkevers (Phalacridae). De wetenschappelijke naam van de soort werd in 1992 gepubliceerd door Lafer.